# Thereza Christina Rocque da Motta
Thereza Christina Rocque da Motta (São Paulo, 10 de julho de 1957) é uma poetisa, advogada, tradutora e editora brasileira.. Faz parte de lista restrita de tradutores dos 154 Sonetos de Shakespeare.

## Vida
Trineta de Prudente de Moraes pelo lado materno,, nascida em São Paulo e residente no Rio de Janeiro, Thereza Christina Rocque da Motta é advogada por formação, poeta por opção e tradutora como profissão.
Uma poeta que se tornou advogada, dentro da advocacia tornou-se tradutora jurídica, quando retomou a poesia, tornando-se também editora e tradutora.
"Poesia é o ar que eu respiro."— Thereza Christina Roque da Motta

## Obras publicadas

### Autora
- Alba - 1969;[5]
- Relógio de sol - 1980;[6][2]
- Papel arroz - 1981;[6][2]
- Joio & trigo - 1982 - 2004;[5][2]
- Areal - 1995;[6]
- Sabath - 1998;[6]
- Alba - 2001;[6]
- A vida dos livros - 2010;[5]
- Marco Polo & a Princesa Azul - 2011;[5]
- Futebol e mais nada: um time de poemas - 2012;[5]
- Juris Proverbia - 2013;[5]
- Capitu - 2014;[5]
- Folias - 2016;[5]
- Lições de sábado - 2016;[5]
- Horizontes - 2016;[5]
- Sheherazade - 2021;[7]
- Prudente de Moraes: o santo varão - 2024.[4]

### Tradutora
- A dança dos sonhos - 2011;[5]
- Poesia reunida - 2020;[5]

## Vida associativa
Thereza Christina Motta é membro da Academia Brasileira de Poesia, com sede em Petrópolis.
É fundadora da Editora Ibis Libris.